# Eclytus fabaceus
Eclytus fabaceus là một loài tò vò trong họ Ichneumonidae.